# Sun Hung Kai Properties
Sun Hung Kai Properties Ltd. (SHKP; kinesisk: 新鴻基地產發展有限公司) (HKEX: 0016) er en børsnoteret ejendomsvirksomhed fra Hongkong. Virksomheden kontrolleres af af grundlæggeren Kwok Tak Sengs familiefond. SHKP er specialiseret i premium-kvalitets beboelses og handels projekter med henblik på salg og investering. Koncernen har mere end 37.000 ansatte og har ekspertise indenfor opkøb af landjord, arkitektur, konstruktion, ingeniørvidenskab og ejendomsadministration.

## Historie
Virksomheden var en af mange ikke-britisk ejet virksomheder, som overtog de britiske handelsvirksomheder eller Hongkong-afdelinger, som dominerede finanserne i Hongkong frem til 1997. Virksomheden er etableret i 1963 af den ældre Kwok sammen med Fung King-hei og Lee Shau Kee. Den blev børsnoteret på Hong Kong Stock Exchange i 1972.

## Kerneforretningsområder
SHKP’s kerneforretningsområder er udvikling af ejendomme med henblik på salg og investering. I regnskabsåret 2012/13 var omsætningen på HK$ 53.793 mio. Størstedelen af omsætningen og overskuddet fremkom fra ejendomssalg og ejendomsudlejning.

### Jordbank
Pr. juni 2013 ejede virksomheden en jordbank i Hongkong med 4,66 millioner m2 ejendom. Heraf var 2,86 millioner m2 færdigudviklet investeringsejendom og 1,8 millioner m2 under udvikling. Desuden ejes 2,7 millioner m2 landbrugsjord, primært langs jernbaner, som senere forventes udviklet.

### Øvrige forretningsområder
Virksomheden driver beslægtede operationer indenfor følgende ejendomsområder:
- Hoteller
- Ejendomsadministration
- Telekommunikation
- Informationsteknologi
- Infrastruktur og øvrige forretningsområder

Sun Hung Kai Properties’ markedsandel indenfor salg af beboelse i Hongkong var fra januar til juli 2010 på omkring 20 %.

### Projekter
Virksomheden er og har været involveret i flere højprofilerede projekter i Hongkong. I 1996 fik SHKP rettighederne til at udvikle Hongkongs højeste bygning, International Finance Centre. MTR Corporation var partner i projektet. Sun Hung Kai Properties ejer 47,5 % af ejendomsudviklingsvirksomheden Henderson Land Development, hvis formand Lee Shau Kee er medlem af SHKPs bestyrelse, havde en 32,5 % ejerandel i projektet. SHKP byggede også International Commerce Centre.